# Џон Хазбрук ван Влек
Џон Хазбрук ван Влек (енгл. John Hasbrouck Van Vleck; Мидлтаун, 13. март 1899 — Кембриџ, 27. октобар 1980) био је амерички физичар и математичар, који је 1977. године, добио Нобелову награду за физику „за фундаментална теоријска истраживања електроничке структуре магнетичких и неорганизованих система”.

## Образовање и рани живот
Ван Влек је рођен од оца математичара Едварда Бура ван Влека и мајке Хестер Л. Рејмонд у Мидлтауну, Конектикат, док му је отац био доцент на Универзитету Веслијан, а где је професор био и његов деда, астроном Џон Монро ван Влек. Одрастао је у Медисону, Висконсин, и дипломирао на Универзитету Висконсин-Медисон 1920. године, пре него што је докторирао на Универзитету Харвард 1922. године под надзором Едвина К. Кембла.

## Каријера и истраживање
Џон се придружио се Универзитету у Минесоти као доцент 1923. године, а затим се преселио на Универзитет Висконсин-Медисон пре него што се настанио на Харварду. Такође је стекао звање почасног доктора наука или D. Honoris Causa, диплому на Универзитету Веслијан 1936. године.
Џ. Х. ван Влек је успоставио основе квантномеханичке теорије магнетизма, теорије кристалног поља и теорије поља лиганда (хемијско везивање у металним комплексима). Он се сматра се оцем модерног магнетизма.
Током Другог светског рата, Џ. Х. ван Влек је радио на радару у радијационој лабораторији МИТ-а. Он је био пола времена у радијационој лабораторији, а пола је проводио као део особљу на Харварду. Он је показао да би на таласној дужини од око 1,25 центиметра молекули воде у атмосфери довели до проблематичне апсорпције и да би на таласној дужини од 0,5 центиметара дошло до сличне апсорпције од стране молекула кисеоника. Ово је имало важне последице не само за војне (и цивилне) радарске системе, већ касније и за нову науку радиоастрономије.
Џ. Х ван Влек је учествовао у Пројекту Менхетн. У јуну 1942, Роберт Опенхеимер је одржао летњу студију за потврђивање концепта и изводљивости нуклеарног оружја на Универзитету Калифорније, Беркли. Присуствовало је осам теоријских научника, укључујући Џ. Х. ван Влека. Од јула до септембра, теоријска студијска група је испитивала и развијала принципе дизајна атомске бомбе.
Теоријски рад Џ. Х. ван Влека довео је до оснивања Лабораторије за нуклеарно оружје у Лос Аламосу. Такође је служио у комитету за ревизију Лос Аламоса 1943. Комитет, који је основао генерал Лесли Гроувс, такође се састојао од В. К. Луиса са МИТ-а, председника; Е. Л. Роуза, из Џоунс & Ламсона; Е. Б. Вилсона са Харварда; и Ричард К. Толмана, потпредседник NDRC. Важан допринос комитета (који потиче од Роуза) било је смањење величине испаљивачког оружја за атомску бомбу Литл Бој, концепт који је елиминисао додатну тежину дизајна и убрзао производњу бомбе за њено евентуално пуштање изнад Хирошиме. Међутим, то није кориштено за бомбу Фат Ман у Нагасакију, која се ослањала на имплозију плутонијумске шкољке да би достигла критичну масу.
Филозоф и историчар науке Томас Кун завршио је докторат физике под ван Влековим надзором на Харварду.
Током 1961/62. био је Џорџ Истманов гостујући професор на Универзитету у Оксфорду и био је професор на колеџу Балиол.
Године 1950. постао је страни члан Краљевске холандске академије уметности и наука. Он је одликован Националном медаљом за науку 1966. године и Лоренцовом медаљом 1974. године. За свој допринос разумевању понашања електрона у магнетним чврстим телима, ван Влек је 1977. добио Нобелову награду за физику, заједно са Филипом В. Андерсоном и сер Невилом Мотом. По њему су назване ван Влекове трансформације, ван Влеков парамагнетизам и ван Влекова формула.
Ван Влек је умро у Кембриџу, Масачусетс, у 81. години.

## Награде и почасти
Добио је Награду Ирвинг Лангмјур 1965. године, Националну медаљу за науку 1966. године и изабран за страног члана Краљевског друштва (ForMemRS) 1967. године. Добитник је Медаље Елиота Кресона 1971. године, Лоренцове медаље 1974. и Нобелове награде за физику 1977. године.

## Лични живот
Џ. Х. ван Влек и његова супруга Абигејл такође су били важни колекционари уметности, посебно у медијуму јапанских графика на дрвету (углавном Укијо-е), познатих као ван Влекова колекција. Он је то наследио од свог оца Едварда Бур ван Влека. Он су донирали ту колекцију Музеју уметности Чазен у Медисону, Висконсин током 1980-их.

## Публикације
- Van Vleck, J. H. (1924). „The Absorption of Radiation by Multiply Periodic Orbits, and its Relation to the Correspondence Principle and the Rayleigh–Jeans Law. Part I. Some Extensions of the Correspondence Principle”. Physical Review. 24 (4): 330—346. Bibcode:1924PhRv...24..330V. doi:10.1103/PhysRev.24.330., Physical Review.  (1924)
- Van Vleck, J. H. (1924). „The Absorption of Radiation by Multiply Periodic Orbits, and its Relation to the Correspondence Principle and the Rayleigh–Jeans Law. Part II. Calculation of Absorption by Multiply Periodic Orbits”. Physical Review. 24 (4): 347—365. Bibcode:1924PhRv...24..347V. doi:10.1103/PhysRev.24.347., Physical Review.  (1924)
- Van Vleck, J.H. (1929). „The Statistical Interpretation of Various Formulations of Quantum Mechanics”. Journal of the Franklin Institute. 207 (4): 475—494. doi:10.1016/S0016-0032(29)91828-7.
- Quantum Principles and Line Spectra, (Bulletin of the National Research Council; v. 10, pt 4, no. 54, 1926)
- The Theory of Electric and Magnetic Susceptibilities (Oxford at Clarendon, 1932).
- Quantum Mechanics, The Key to Understanding Magnetism, Nobel Lecture, December 8, 1977
- Van Vleck, J. H. (1928). „The Correspondence Principle in the Statistical Interpretation of Quantum Mechanics”. Proceedings of the National Academy of Sciences of the United States of America. 14 (2): 178—188. Bibcode:1928PNAS...14..178V. PMC 1085402 . PMID 16577107. doi:10.1073/pnas.14.2.178 .